# Hydroporus civicus
Hydroporus civicus är en skalbaggsart som beskrevs av Sharp 1887. Hydroporus civicus ingår i släktet Hydroporus och familjen dykare. Inga underarter finns listade i Catalogue of Life.